# Gerbillurus setzeri
Gerbillurus setzeri és una espècie de mamífer rosegador de la família dels múrids. Viu al sud-oest d'Angola i el nord-oest de Namíbia. Els seus hàbitats naturals són les planes de grava, les planes de sorra i els llits de rius secs. És una espècie en risc mínim, és a dir, no sembla que hi hagi cap amenaça significativa per a la seva supervivència.
L'espècie fou anomenada en honor del mastòleg estatunidenc Henry W. Setzer.